# Dampiera glabriflora
Dampiera glabriflora är en tvåhjärtbladig växtart som beskrevs av Ferdinand von Mueller. Dampiera glabriflora ingår i släktet Dampiera, och familjen Goodeniaceae. Inga underarter finns listade i Catalogue of Life.